# 佛羅里達州第十八國會選區
佛羅里達州第十八國會選區是美国佛罗里达州的國會選區之一，位於佛州東南部。現任眾議員為共和黨的史考特·富蘭克林。